# Церковь Илии Пророка (Маричка)
Церковь Святого Илии Пророка (серб. Црква Светог Пророка Илије) — храм Сербской православной церкви в Баня-Лукской епархии, расположенный в селе Маричка общины Приедор на территории Республики Сербской.

## История церкви
Строительство началось в 1870 году. Однако затем строительные работы были прерваны и возобновлены лишь в мае 1880 года. Церковь была завершёна в 1881 году.
В 2002 году состоялось официальное открытие всё ещё не полностью законченной церкви. Церковь освятил епископ банялукский Ефрем.

## Галерея

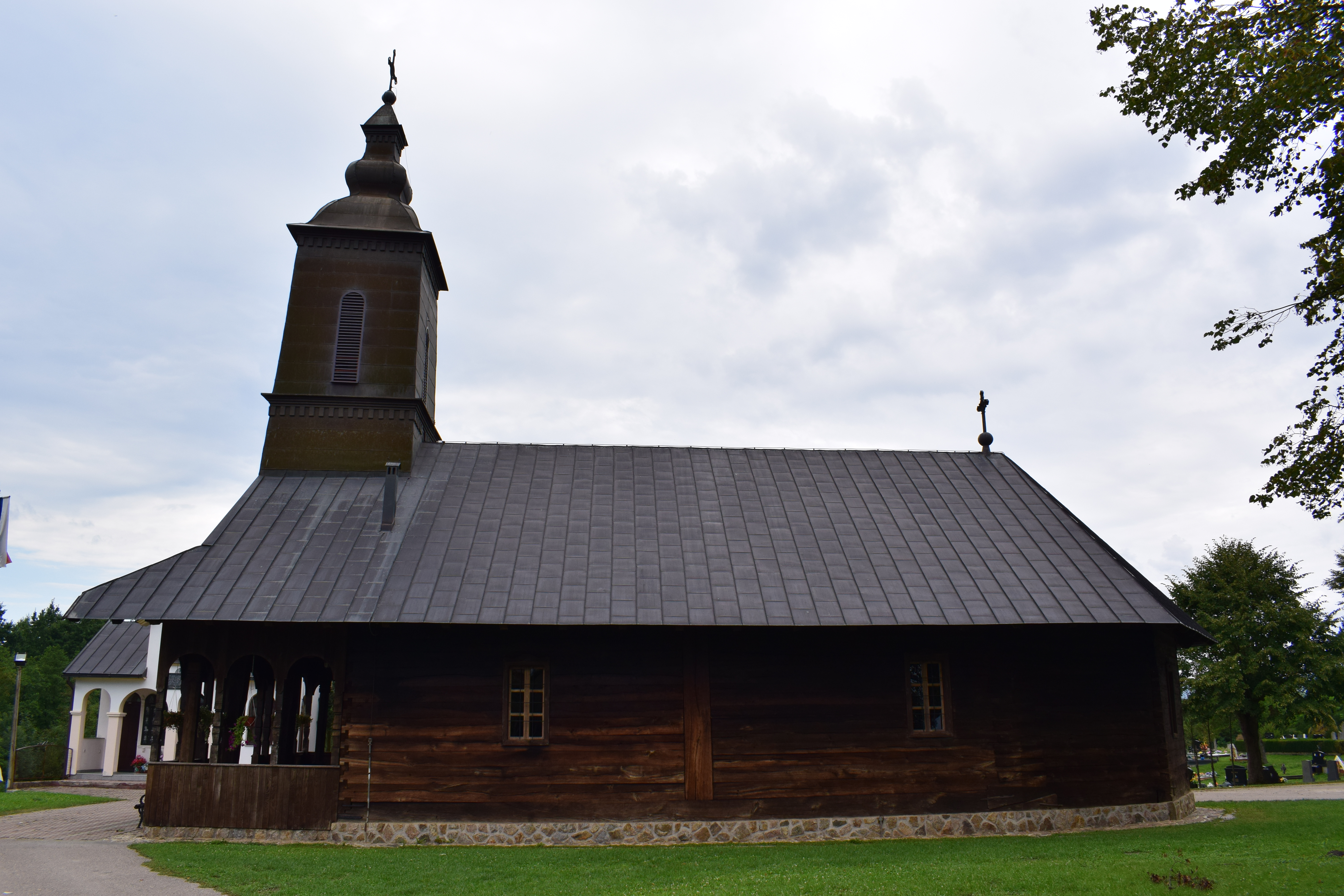
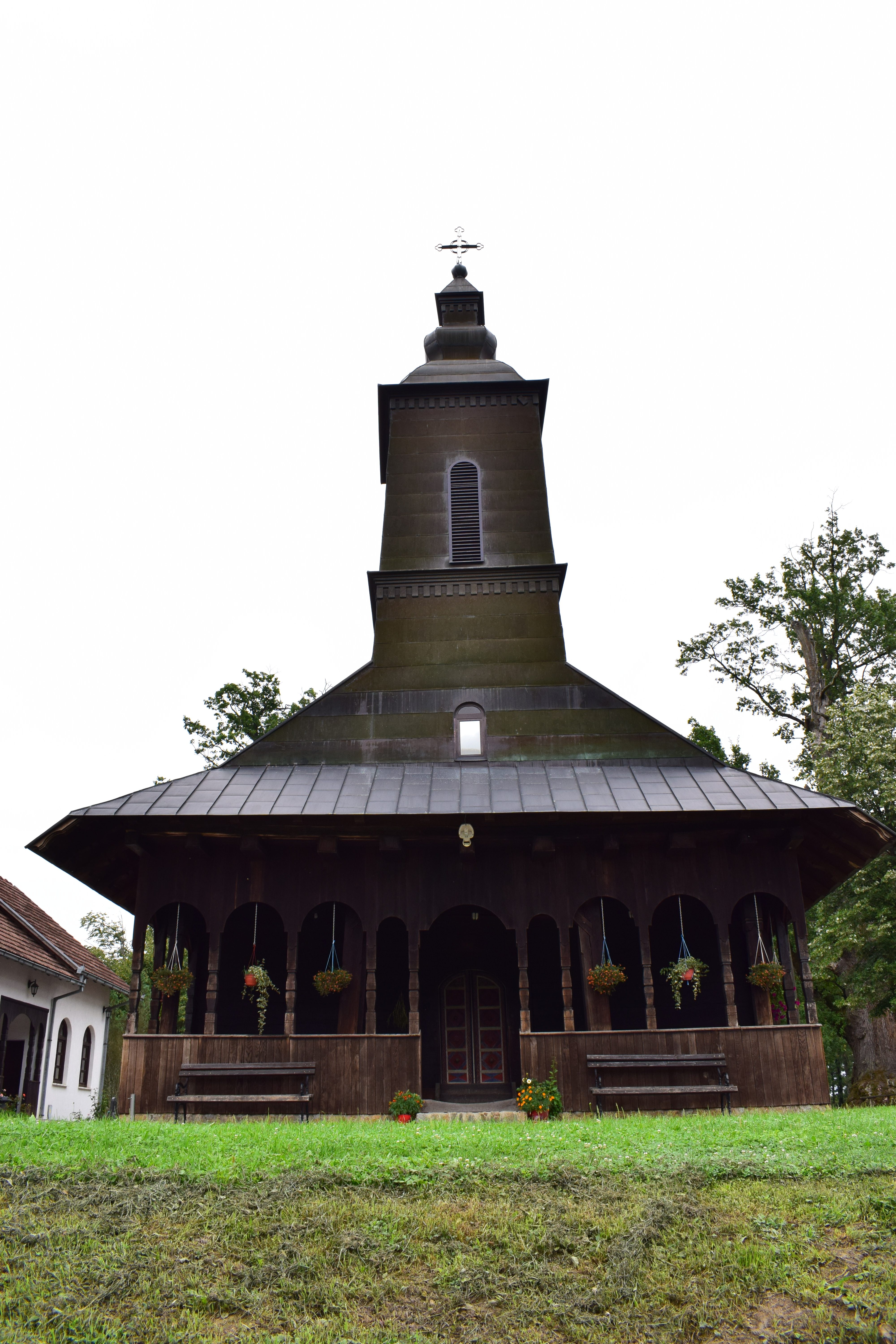
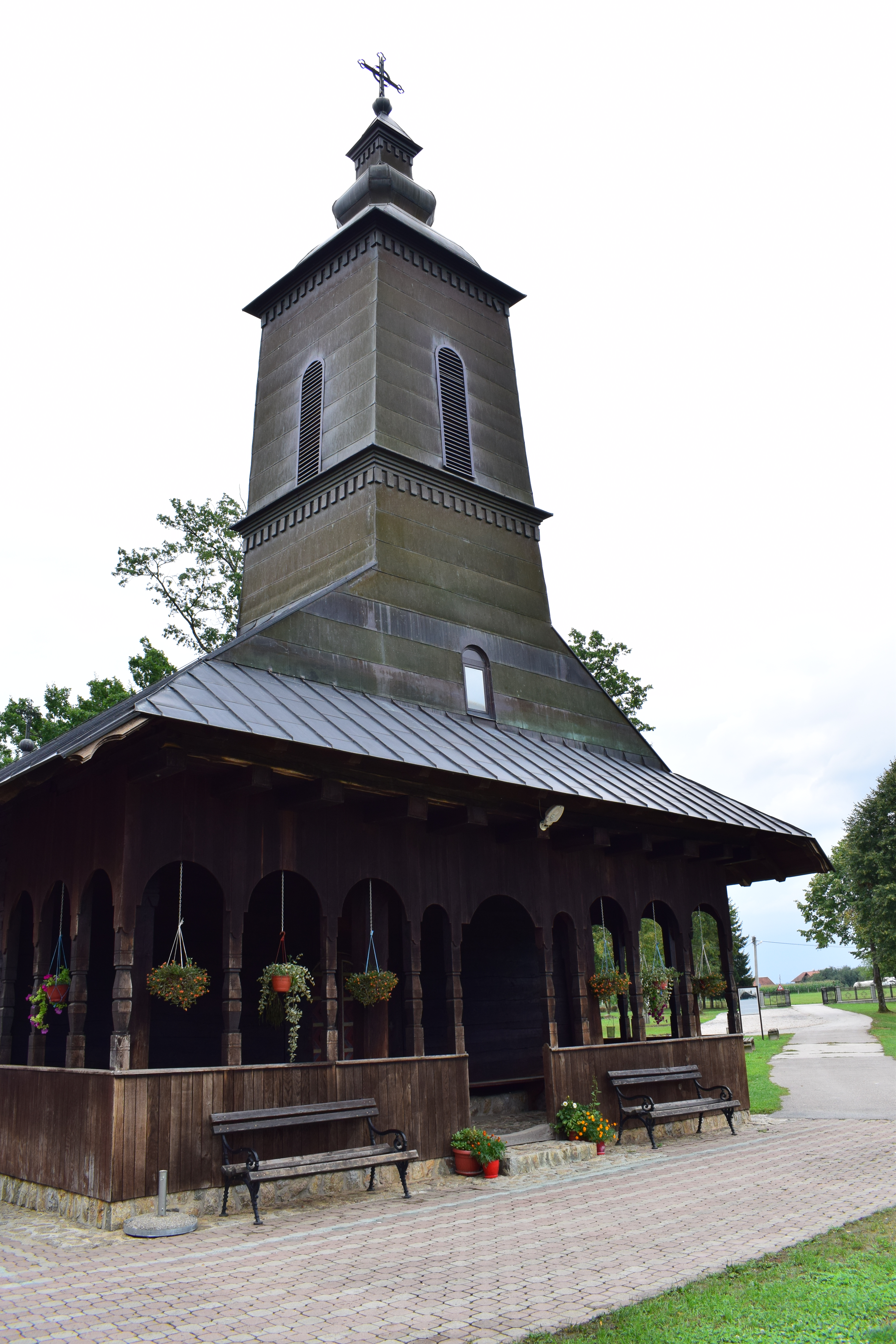
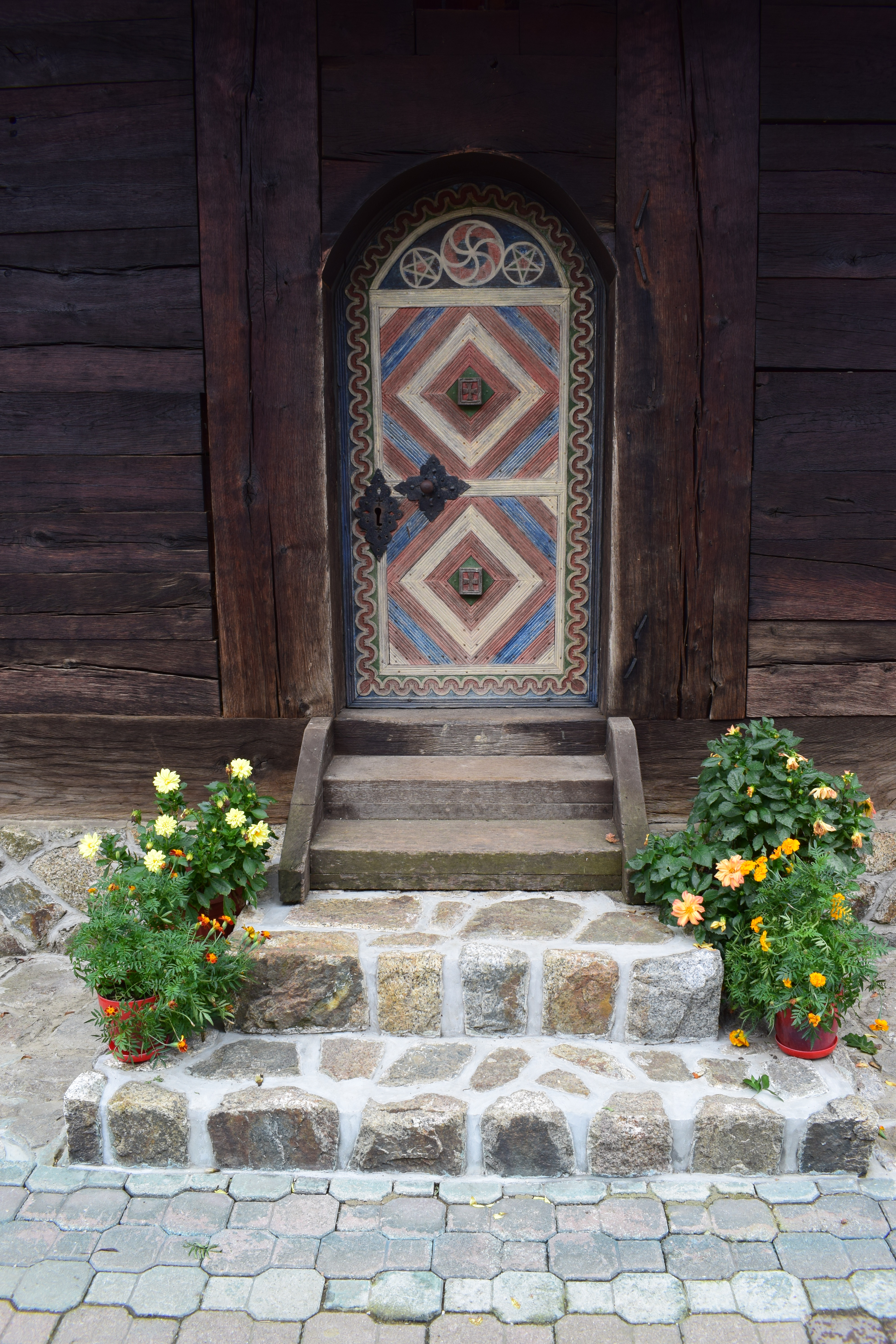
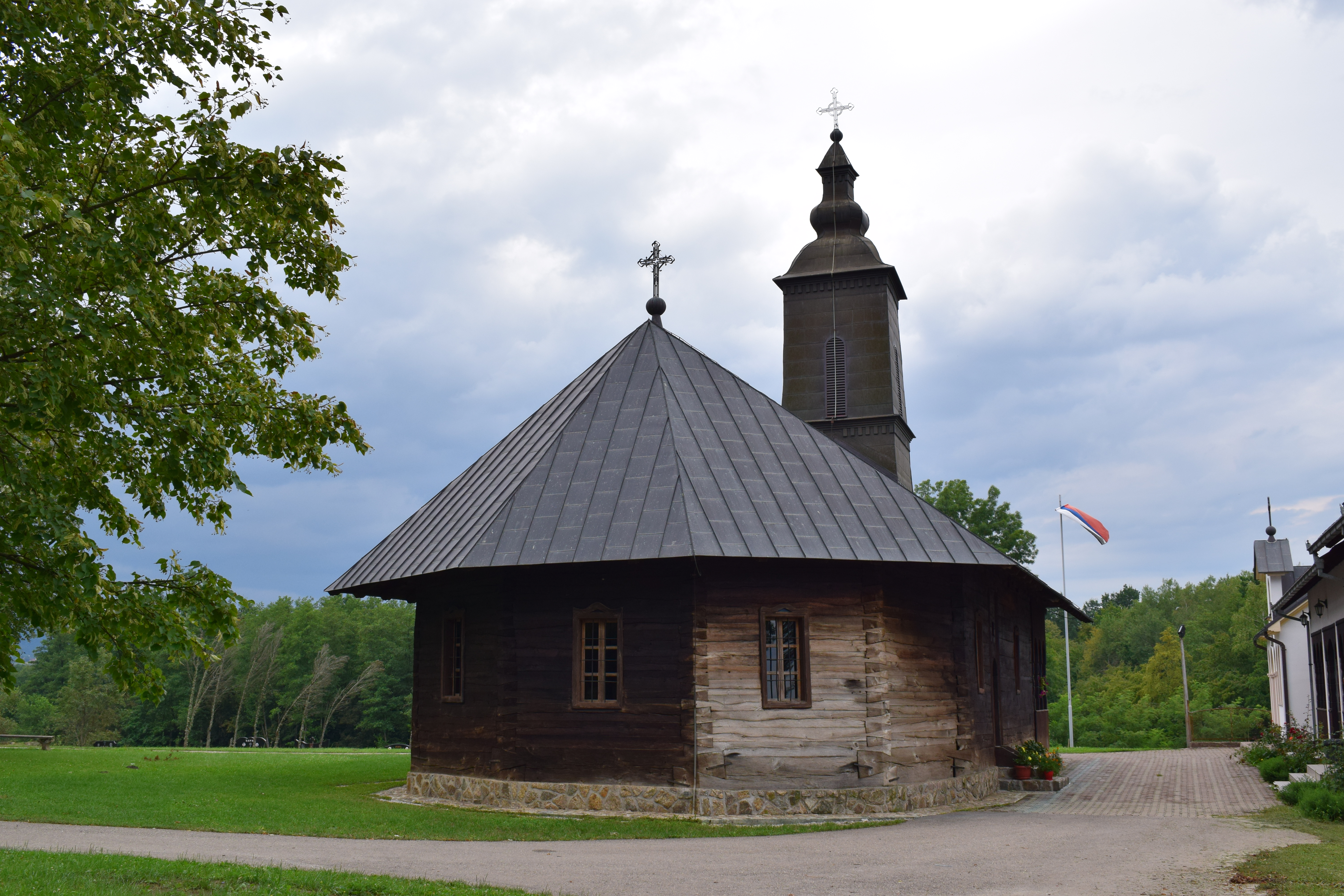